# Casinaria woowonga
Casinaria woowonga là một loài tò vò trong họ Ichneumonidae.